# Hekatompedon
Een hekatompedon of hekatompedos naos (Oudgrieks: ἑκατόμπεδος ναός) was in het oude Griekenland een tempel met een lengte van 100 voet (Oudgrieks: hekaton = honderd + podes = voeten). De naam heeft betrekking op tempels die gebouwd werden in de Archaïsche periode (9e-6e eeuw v.Chr.) en die betrekkelijk langwerpig en smal waren. De afmeting van 100 voet heeft betrekking op de naos van de tempel en niet op een eventuele ombouw (peristasis) van zuilen. De lengte van een voet wisselde in het oude Griekenland van plaats tot plaats, maar de lengte van een hekatompedon lag rond de 33 m. Voorbeelden van dit soort tempels zijn de tempels B en C uit Thermos, het eerste Heraion op Samos uit de 8e eeuw v.Chr. en het Panionion, de Poseidontempel van de Ionische bond uit de 6e eeuw v.Chr.

## Hekatompedon op de Akropolis in Athene
De naos van het Parthenon op de Akropolis in Athene wordt ook een hekatompedon genoemd. Plutarchus noemt namelijk in zijn levensbeschrijving van Perikles (Perikles 13) het Parthenon een hekatompedon. Deze benaming heeft alleen betrekking op de naos, dat wil zeggen de ruimte waar het beeld van Athena Parthenos stond. Men heeft wel vermoed dat het Parthenon op een oudere Athenatempel was gebouwd die een hekatompedon zou zijn geweest. Daarom werd (en wordt) de Oude Athenatempel, die in feite ten noorden van het Parthenon lag, ook vaak als Hekatompedon aangeduid.